# Château de Caumale
Le château de Caumale, datant des XIIe siècle et XIXe siècle, se situe sur la commune d'Escalans, dans le département français des Landes. Il est inscrit comme Monument historique le 31 janvier 2002.
Ayant résisté à la guerre de Cent Ans et aux guerres de Religion, il a été transformé en château de plaisance par les coloniaux Delisle avant de devenir un château viticole producteur d'armagnac. Il est ouvert au public tous les étés.

## Présentation
Le château de Caumale, de style médiéval, est entouré de murs d'enceintes, transformés et ouverts en chais. Il subsiste deux tours basses du XIIe siècle, les cinq autres sont XVe XVIe s.
Le Gabardan, fief de Gaston Fébus, est une terre de chasse, et Caumale, château de défense pendant les guerres de Cent Ans et de Religion, a toujours été un refuge pour Gabarret, sa ville et son monastère. L'abbé Devert parle de l'entrée d'un souterrain à Gabarret vers Caumale.
Habité par de grands voyageurs, on lui connaît une histoire coloniale entre Saint-Domingue, Cuba avec les Delisle, à l'époque où « Sire toute votre cour est créole… »
Le château est remanié intérieurement au XIXe siècle par les mêmes Delisle, on assiste à un mariage en 1830 où les amis sont Rochambeau fils, Vilmorin, Humbolt.
Sa silhouette évoque les châteaux gascons du Moyen Âge. Son corps de logis carré dispose de quatre tours d'angle, la tour de la poterne la tour aux grains, de l'oratoire, de guet et la grande tour d'escalier qui mène à la chambre du gouverneur Rochambeau.
Les sources relatives à cette terre (voir les parutions de l'abbé Michel Devert, dans le bulletin de la société de Borda, et du professeur Jacques de Cauna) ne remontent pas au-delà du XVIIe siècle. La plus ancienne mention de la seigneurie actuellement connue n'est pas antérieure à 1618, date à laquelle Fortis Grenier est indiqué comme seigneur de Caumale.
En 1666, Caumale est  « maison noble », c'est-à-dire considérée comme anoblissant son propriétaire, suivant l'usage gascon, qui n'est pas reconnu dans le royaume (on peut rappeler que celui-ci fut appliqué avec une certaine rigueur sous le règne de Louis XIV, dans le but fiscal de limiter le nombre des sujets exemptés des principales impositions en raison de leur état noble). Le seigneur de Caumale rend hommage au vicomte de Marsan, qui n'est alors autre que le roi de France. Cette dépendance seigneuriale est le signe d'une plus grande ancienneté de la seigneurie. 
En 1689, Jean-Bernard de Grenier en est toujours seigneur. 
En 1744, Jean-Marie Boyrie, d'une famille originaire de Tachouzin (sur l'actuelle commune de Lannemaignan) qui avait acquis vingt ans auparavant la seigneurie de Gaube, épouse Jeanne de Grenier de Caumale, héritière de Caumale : il s'appellera désormais Boyrie de Caumale. Leurs descendants ont continué à porter ce nom jusqu'à l'extinction de cette branche, probablement au milieu du XIXe siècle.
En 1758, Caumale paraît revêtir une importance plus grande puisqu'il est qualifié de « château et jardin nobles » dans l'hommage rendu par Jean-Marie Boyrie de Caumale.
En 1830, M. Fauchey et ses sœurs, dont Madame de Laborde-Mirambel, vendent Caumale à Joseph Bernard Delisle, d'une famille de négociants et de planteurs de Saint-Domingue réfugiée à Paris, originaire de Labastide-d'Armagnac. Les vendeurs ne semblent pas être de la famille des Boyrie de Caumale, mais le témoignage du comte de Vaublanc semble montrer que leur mère se faisait appeler, sous la Révolution française, Madame de Caumale. En effet, dans ses Mémoires de la Révolution de France, le comte de Vaublanc, futur ministre du roi Louis XVIII, raconte qu'au cours de sa fuite sur les routes de France, alors qu'il était proscrit :
« Je fis la connaissance d'une famille honorable de Condom ; je passai quelques jours avec elle dans cette ville, comblé des politesses de Mme de Caumale. Sa fille avait épousé M. de Laborde, gentilhomme qui habitait les Landes de Bordeaux. Je me rendis chez elle au château de Caumale ; je traversai les Landes, et je revins à Condom. Je reçus dans cette famille, à laquelle je m'étais fait connaître, la plus obligeante hospitalité ; cependant on ne pouvait encore prévoir les suites du 9 thermidor, et l'on ignorait s'il n'était pas dangereux de donner asile à un proscrit ».
En 1870, les héritiers Delisle vendent Caumale pour 150 000 francs or.